# Coupe de la Paix
Der Coupe de la Paix war ein internationales Feldhandballturnier das 1946 in Frankreich stattfand.

## Turnierbaum
|  | Vorspiel | Vorspiel   | Vorspiel |             |   | Halbfinale | Halbfinale | Halbfinale |  |  | Finale | Finale | Finale |
|  |          |            |          |             |   |            |            |            |  |  |        |        |        |
|  |          |            |          |             |   |            |            |            |  |  |        |        |        |
|  |          |            |          |             |   |            |            |            |  |  |        |        |        |
|  |          | Frankreich | 10       |             |   |            |            |            |  |  |        |        |        |
|  |          |            |          |             |   |            |            |            |  |  |        |        |        |
|  |          |            |          | Luxemburg   | 6 |            |            |            |  |  |        |        |        |
|  |          | Luxemburg  | 16       | Luxemburg   | 6 |            |            |            |  |  |        |        |        |
|  |          |            |          |             |   |            |            |            |  |  |        |        |        |
|  |          | Belgien    | 2        |             |   |            |            |            |  |  |        |        |        |
|  |          |            |          |             |   |            | Frankreich | 4          |  |  |        |        |        |
|  |          |            | Schweiz  | 11          |   |            |            |            |  |  |        |        |        |
|  |          |            |          |             |   |            |            |            |  |  |        |        |        |
|  |          |            |          |             |   |            |            |            |  |  |        |        |        |
|  |          | Schweiz    | 14       |             |   |            |            |            |  |  |        |        |        |
|  |          |            |          |             |   |            |            |            |  |  |        |        |        |
|  |          |            |          | Niederlande | 7 |            |            |            |  |  |        |        |        |
|  |          |            |          | Niederlande | 7 |            |            |            |  |  |        |        |        |
|  |          |            |          |             |   |            |            |            |  |  |        |        |        |
|  |          |            |          |             |   |            |            |            |  |  |        |        |        |

## Spiele

### Vorspiel
| Luxemburg                                                      | Luxemburg | Belgien | Belgien |
| -------------------------------------------------------------- | --- | --- | ------- |
| Luxemburg                                                      | \| Vorspiel[2][3][4] \| \| Sonntag, 5. Mai 1946 in Charleville-Mézières (Stade Municipal) \| \| Ergebnis: 16:2 (8:0) \| \| Zuschauer: 2000–2200 \| \| Schiedsrichter: M. Berret ( Frankreich) \| | \| Vorspiel[2][3][4] \| \| Sonntag, 5. Mai 1946 in Charleville-Mézières (Stade Municipal) \| \| Ergebnis: 16:2 (8:0) \| \| Zuschauer: 2000–2200 \| \| Schiedsrichter: M. Berret ( Frankreich) \| | Belgien |
| Luxemburg                                                      | Lux, Müller, Reding, Kleemann, Wagner, Benik, Kremer, Traufler, Leger, Wies, May | Bustin, Dubois, Naval, Macario, Califice, Caillard, Dubois II, Gardier, Joset, Brassine, Lemaire                                                                                                 | Belgien |
| Luxemburg                                                      | 2′ 1:0 Leger (1) 6′ 2:0 Kremer (1) 8′ 3:0 Traufler (1) 10′ 4:0 Traufler (2) 15′ 5:0 Leger (2) 20′ 6:0 Kremer (2) ?′ (Strafstoß) 7:0 Leger (3) 8:0 Kremer (3) 9:0 Traufler (3) ?′ (Penalty) 10:1 Leger (4) 11:1 Kremer (4) ?′ (Strafstoß) 12:1 Kremer (5) 13:2 Traufler (4) 14:2 Kremer (6) 15:2 May 16:2 Leger (5) | 8′ 9:1 Fehler 12:2 Gardier | Belgien |
| Vorspiel                                                       | | |         |
| Sonntag, 5. Mai 1946 in Charleville-Mézières (Stade Municipal) | | |         |
| Ergebnis: 16:2 (8:0)                                           | | |         |
| Zuschauer: 2000–2200                                           | | |         |
| Schiedsrichter: M. Berret ( Frankreich)                        | | |         |

### Halbfinale
| 1. Halbfinale                                                          |
| Sonntag, 12. Mai 1946 um 16:10 in Metz (Stade de l’Ile St. Symphorien) |
| Ergebnis: 10:6 (5:5)                                                   |
| Schiedsrichter: Hans Baumann (Basel, Schweiz)                          |

| FRA              | FRA  | FRA     | FRA |  | LUX          | LUX  | LUX     | LUX |
| ---------------- | ---- | ------- | --- |  | ------------ | ---- | ------- | --- |
| 1'20′′           | 1:0  | Mérand  | (1) |  | 2′           | 1:0  | Méraud  | (1) |
|                  |      |         |     |  |              |      |         |     |
|                  |      |         |     |  |              |      |         |     |
| 13'10′′          | 2:2  | Mérand  | (2) |  | 18′          | 2:2  | Ménard  | (2) |
| 14'00′′          | 3:2  | Santona | (1) |  | 19′          | 3:2  | Méjat   | (1) |
|                  |      |         |     |  |              |      |         |     |
| 20'00′′          | 4:3  | Mérand  | (3) |  | 22′          | 4:3  | Méjat   | (2) |
| 21'40′′          | 5:3  | Méjat   | (1) |  | Tor          | 5:3  | Méjat   | (3) |
|                  |      |         |     |  |              |      |         |     |
|                  |      |         |     |  |              |      |         |     |
|                  |      |         |     |  |              |      |         |     |
| 3'30′′           | 6:5  | Santona | (2) |  | 6′           | 6:5  | Gaudion |     |
| 7'35′′ (Penalty) | 7:5  | Mérand  | (4) |  | 8′ (Penalty) | 7:5  |         |     |
| 10'10′′          | 8:5  | Etienne |     |  | Tor          | 8:5  | Méjat   | (4) |
| 17'30′′          | 9:5  | Méjat   | (2) |  | Tor          | 9:5  | Méjat   | (5) |
| 24'20′′          | 10:5 | Méjat   | (3) |  | Tor          | 10:5 | Méjat   | (6) |
|                  |      |         |     |  |              |      |         |     |

|         |      |  |     |      |          |     |  |  |
| 1'45′′  | 1:1  |  | 3′  | 1:1  | Wagner   | (1) |  |  |
| 9'40′′  | 1:2  |  | Tor | 1:2  | Welfring |     |  |  |
|         |      |  |     |      |          |     |  |  |
|         |      |  |     |      |          |     |  |  |
| 14'45′′ | 3:3  |  | Tor | 3:3  | Traufler |     |  |  |
|         |      |  |     |      |          |     |  |  |
|         |      |  |     |      |          |     |  |  |
| 23'43′′ | 5:4  |  | 24′ | 5:4  |          |     |  |  |
| 29'25′′ | 5:5  |  | 30′ | 5:5  | Wagner   | (2) |  |  |
|         |      |  |     |      |          |     |  |  |
|         |      |  |     |      |          |     |  |  |
|         |      |  |     |      |          |     |  |  |
|         |      |  |     |      |          |     |  |  |
|         |      |  |     |      |          |     |  |  |
|         |      |  |     |      |          |     |  |  |
| 29'58′′ | 10:6 |  | 30′ | 10:6 | Leger    |     |  |  |

1. Feldhandballspiel der französischen Nationalmannschaft
Die zwei Quellen, geben unterschiedliche Torschützen und Zeiten an.
| Schweiz                                                             | Schweiz | Niederlande | Niederlande |
| ------------------------------------------------------------------- | --- | --- | ----------- |
| Schweiz                                                             | \| 2. Halbfinale[1][7][8] \| \| Sonntag, 19. Mai 1946 um 16:00 in Mülhausen, (Stade de Bourtzwille) \| \| Ergebnis: 14:7 (6:2) \| \| Zuschauer: 6000 \| \| Schiedsrichter: M. Berret ( Frankreich) \|                                                                                                 | \| 2. Halbfinale[1][7][8] \| \| Sonntag, 19. Mai 1946 um 16:00 in Mülhausen, (Stade de Bourtzwille) \| \| Ergebnis: 14:7 (6:2) \| \| Zuschauer: 6000 \| \| Schiedsrichter: M. Berret ( Frankreich) \| | Niederlande |
| Schweiz                                                             | Reust, Steiger, Kugler, Lang, Garzoni, Güdel, Presser, Legler, Schneider, Jendly, Jost | Harm ten Napel, Jo Rozenberg, H. Holzenbosch, G. Dekkers, J. Rijnecke, Henk Hoos, G. Steyger, van Manen, R. Kleinstra, J. Kan, S. Rollema                                                             | Niederlande |
| Schweiz                                                             | 4′ (Strafstoß) 1:0 Schneider (1) 6′ 2:0 Jendly (1) 12′ (Strafstoß) 3:0 Jost (1) 4:2 Legler (1) 25′ (Strafstoß) 5:2 Schneider (2) 27′ 6:2 Jost (2) 3′ 7:3 Jost (3) 4′ 8:3 Presser 6′ 9:3 Jost (4) 7′ 10:3 Leger (2) 8′ 11:3 Jendly (2) 11′ 12:3 Jost (5) ?′ (Penalty) 13:5 Jost (6) 14:6 Schneider (3) | 3:1 Kleistra (1) 20′ 3:2 Kan (1) 1′ 6:3 Steyger 12′ 12:4 Rollema 19′ (Strafstoß) 12:5 Kan (2) ?′ (Penalty) 13:6 Kleistra (2) 29′ 14:7 Kleistra (3)                                                    | Niederlande |
| 2. Halbfinale                                                       | | |             |
| Sonntag, 19. Mai 1946 um 16:00 in Mülhausen, (Stade de Bourtzwille) | | |             |
| Ergebnis: 14:7 (6:2)                                                | | |             |
| Zuschauer: 6000                                                     | | |             |
| Schiedsrichter: M. Berret ( Frankreich)                             | | |             |

### Finale
| Sonntag, 2. Juni 1946 17:00 Uhr | Frankreich | 4 : 11 | Schweiz | Parc des Princes, Paris, Frankreich Zuschauer: 4000 Schiedsrichter: Geest |
| Sonntag, 2. Juni 1946 17:00 Uhr | (1 : 4)    |        |         | Parc des Princes, Paris, Frankreich Zuschauer: 4000 Schiedsrichter: Geest |
| Sonntag, 2. Juni 1946 17:00 Uhr | [ 9 ]      |        |         | Parc des Princes, Paris, Frankreich Zuschauer: 4000 Schiedsrichter: Geest |